# Itamar Singer
Itamar Singer (Dej, Rumania, 26 de noviembre de 1946-Holon, Israel, 19 de septiembre de 2012) fue un autor e historiador rumano-israelí. Fue conocido por su investigación del Antiguo Cercano Oriente y como líder hititólogo, pionero en el estudio de la antigua cultura de Anatolia en Israel y elucidar las razones que provocaron su desaparición. Perteneció durante varios años al comité científico de la revista de investigación Antiguo Oriente.

## Biografía
Itamar Singer fue hijo de Gertrude y Zoltán Singer. La familia vivía en un enclave de habla húngara en Transilvania y luego se trasladó a Cluj (Kolozsvár) cuando Singer tenía cinco años de edad. Se trasladó a Israel en 1958, donde se establecieron en la nueva ciudad de Holon.
Singer se casó con la egiptóloga argentina Dr. Graciela Noemí Gestoso.

## Obras publicadas
- Singer, Itamar (1983-1984). The Hittite KI.LAM Festival. Harrassowitz.
- Singer, Itamar; Izre'el, S. (1990). The General's Letter from Ugarit: A Linguistic and Historical Reevaluation of RS 20.33. Tel Aviv University.
- Singer, Itamar (1996). Muwatalli's Prayer. ASOR.
- Singer, Itamar (2002). Hittite Prayers. Society of Biblical Literature.
- Singer, Itamar (2009). The Hittites and their Culture. Jerusalem.
- Singer, Itamar (2010). The Calm before the Storm: Selected Writings of Itamar Singer on the End of the Late Bronze Age in Anatolia and the Levant. Society of Biblical Literature.